# Kampfgeschwader 40
Kampfgeschwader 40 (slovensko: Bojni polk 40; kratica KG 40) je bil bombniški letalski polk (Geschwader) v sestavi nemške Luftwaffe med drugo svetovno vojno.

## Organizacija
- štab
- I. skupina
- II. skupina
- III. skupina
- IV. skupina
- V. skupina

## Vodstvo polka
Poveljniki polka
- Nadporočnik Geisse: julij 1940
- Major Edgar Petersen: april 1941
- Nadporočnik Georg Pasewaldt: september 1941
- Polkovnik Karl Mehnert: januar 1942
- Polkovnik Martin Vetter: 1942
- Polkovnik Rupprecht Heyn: 2. september 1943
- Polkovnik Hanns Heise: november 1944